# 羅馬公報
《羅馬公報》（拉丁語：Acta Diurna）是古羅馬政府，每天在議事廳外的廣場上，以手抄公告方式，向市民報導重大公事，先後出版達數百年之久（前59年-公元222年），有人稱之為『歷史上第一份官方的報刊』。
中文译本中常称其为《每日纪闻》。